# Coenotephria juraphila
Coenotephria juraphila là một loài bướm đêm trong họ Geometridae.